# پلارد کوت
پلارد کوت (به انگلیسی: Pollard Kot) یک منطقهٔ مسکونی در پاکستان است که در پنجاب واقع شده‌است. پلارد کوت ۱۶۷ متر بالاتر از سطح دریا واقع شده‌است.